# Heitrakse Peel
De Heitrakse Peel is een Peelrestant van 78 ha dat zich bevindt ten noorden van Neerkant in de Nederlandse gemeente Deurne. Het gebied maakt een klein, apart gelegen deel uit van de veel grotere Deurnese Peel. Derhalve maakt het deel uit van het Europese netwerk van natuurgebieden Natura2000 en wordt het beschermd door onder meer de Habitatrichtlijn. Het gebied is in eigendom en beheer bij Staatsbosbeheer. 
Het bestaat uit afgetakeld hoogveen. De begroeiing bestaat uit veel spontaan gevormd berkenbos en adelaarsvarens, zonder veel bijzondere soorten. De Heitrakse Peel is aangetast door de aanleg van een autosnelweg, de A67 en door herhaalde branden. 
Naar het zuiden sluit de Heitrakse Peel aan bij een nat landbouwgebied met de naam 't Molentje, dat grotendeels verworven is door Staatsbosbeheer, en 't Zinkske, een Peelrestant dat eveneens eigendom is van Staatsbosbeheer. Gezamenlijk vormen deze drie gebieden, verbonden door het Kanaal van Deurne, een uitgestrekte natuurzone van ca. 400 ha. In noordelijke richting vertrekt vanuit de Heitrakse Peel een ecologische verbindingszone naar de centrale Deurnese Peel.
De -aanvankelijk veel uitgestrekter- Heitrakse Peel was in 1853 het toneel van de eerste grootschalige vervening van de Peel, door Jan van de Griendt en compagnons, die in 1858 de Maatschappij Helenaveen zouden oprichten. De compagnons kochten aanvankelijk 600 ha.